# أحلام بالحاج
أحلام بالحاج (1964-11 مارس 2023) هي طبيبة نفسيّة لأطفال وأستاذة مساعدة في الطب، معروفة عن نشاطها من أجل الديمقراطية في تونس. عملت مرتين رئيسةً للجمعية التونسية للنساء الديمقراطيات ومُقر مكتب هذه المنظمة.

## حياتها
ولدت أحلام بالحاج سنة 1964 في قربة على ساحل البحر المتوسط، في منطقة الرأس الطيب. كانت أثناء مراهقتها تنتمي لفريق ألعاب القوى الوطنية في الوثب الطويل وسباق 100 متر. في عام 1982، انتقلت إلى كلية الطب بتونس. وتابعت دراساتها الطبية ثم تخصصت في الطب النفسي للأطفال.